# Садовое (Илюшинское сельское поселение)
Садовое (до 1938 — Енткуткампен (нем. Jentkutkampen), до 1946 — Бургампен (нем. Burgkampen)) — посёлок в Нестеровском районе Калининградской области. Входит в состав Илюшинского сельского поселения.

## Население
| 1910 | 1933 | 1939 | 2002 | 2010 |
| ---- | ---- | ---- | ---- | ---- |
| 578  | ↘560 | ↗598 | ↘572 | ↘519 |

## История
В 1910 году в Енткуткампене проживало 578 человек, в 1933 году - 560 человек, в 1939 году - 598 человек.
В 1938 году Енткуткампен был переименован в Бургампен, в 1946 году - в поселок Садовое.